# Marie Antonia París y Riera
Pour les articles homonymes, voir Paris (homonymie).
Marie Antonia París y Riera (Vallmoll, 28 juin 1813 - Reus, 17 janvier 1885) est une religieuse espagnole fondatrice des religieuses de Marie Immaculée missionnaires clarétines et reconnue vénérable par l'Église catholique.

## Biographie
Elle naît à Vallmoll car sa mère, Thérèse Riera, qui était enceinte d'elle, avait fui Tarragone  avec une autre fille de trois ans lors de la Guerre d'indépendance espagnole, mais le père décède avant la naissance de Marie Antonia. Cette enfant posthume est éduquée dans une atmosphère chrétienne avec sa sœur Thérèse. À 14 ans, elle ressent la vocation religieuse ; c'est le 23 octobre 1841, à 28 ans, qu'elle entre dans la compagnie de Marie-Notre-Dame mais uniquement comme résidente car les lois anticléricales de l'époque interdisent l'entrée de nouvelles novices. Un an après, elle a une expérience mystique où elle sent un appel du Christ à fonder un nouvel institut religieux. Elle commence réellement son noviciat en 1850 sous le nom de Marie Antonia de saint Pierre.
Conseillée par Josep Caixal i Estradé, son directeur spirituel, elle quitte la compagnie de Marie avec une autre novice. Elles vivent ensemble à Tarragone où elles sont rejointes par trois autres jeunes filles. Elle écrit à Antoine-Marie Claret, fondateur des Fils du Cœur Immaculé de Marie, nommé archevêque de l'archidiocèse de Santiago de Cuba qui lui répond favorablement. Le 15 août 1851, jour de l'assomption, elles vont vœu de ne pas se séparer et de traverser les mers si c'est la volonté de Dieu.
Elle embarque le 22 octobre 1852 pour Cuba et arrive à Santiago le 26 mai 1852 ; Mgr Claret commence les tractations pour la fondation et Marie Antonia ouvre en 1853 une école pour filles blanches et noires dans la capitale cubaine, et se rebelle contre la législation de l'époque qui interdit la présence d'enfants des deux groupes ethniques dans la même école. Elle accueille gratuitement les filles pauvres dans son école.
Le 20 novembre 1853, Claret demande au pape l'approbation de la nouvelle fondation ; elle est concédée par Pie XI le 27 avril et l'accord arrive sur l'île le 16 juillet. L'institut est officiellement érigé le 25 août 1855 ; deux jours après, Mère París fait profession religieuse entre les mains de Mgr Claret, suivie le 3 septembre suivant par trois autres compagnes.
En 1859, elle retourne en Catalogne et fonde un noviciat à Tremp et en 1867, installe à Reus une partie des novices de Tremp et se consacre à l'éducation gratuite des filles pauvres. La révolution de 1868, qui est particulièrement virulente à Reus, respecte le couvent des religieuses encore en construction. Marie Antonia París et les sœurs quittent la ville pendant quelques jours mais sont respectées parce qu'elles donnent des cours gratuits aux filles pauvres. À la même époque, elle vit une nuit obscure de l'âme. Mère París fonde plusieurs autres maisons en Espagne (Carcaixent, Vélez-Rubio) et à Cuba (Baracoa). Elle meurt à Reus 17 janvier 1885, elle est enterrée dans la crypte de la chapelle du couvent. En 1968, commence le procès diocésain à Tarragone en vue de son éventuelle béatification ; Jean Paul II la déclare vénérable le 23 décembre 1993.